# Polycentropodidae
De Polycentropodidae zijn een familie van schietmotten (Trichoptera).

## Onderfamilies
- Polycentropodinae
- Kambaitipsychinae

## In Nederland waargenomen soorten
- Genus: Cyrnus
  - Cyrnus crenaticornis
  - Cyrnus flavidus
  - Cyrnus insolutus
  - Cyrnus trimaculatus
- Genus: Holocentropus
  - Holocentropus dubius
  - Holocentropus insignis
  - Holocentropus picicornis
  - Holocentropus stagnalis
- Genus: Neureclipsis
  - Neureclipsis bimaculata
- Genus: Plectrocnemia
  - Plectrocnemia brevis
  - Plectrocnemia conspersa
- Genus: Polycentropus
  - Polycentropus flavomaculatus
  - Polycentropus irroratus